# Keith William Morton
Keith William „Bill“ Morton (* 28. Mai 1930 in Ipswich) ist ein britischer Mathematiker, der sich mit Partiellen Differentialgleichungen und ihrer Numerik beschäftigt.
Morton wurde an der Universität von Oxford ausgebildet und wesentlich inspiriert durch die Bewunderung von David Hilbert und der Göttinger Mathematik. Er promovierte 1964 am Courant Institute of Mathematical Sciences of New York University bei Harold Grad mit einer Arbeit zur Plasmaphysik (Finite amplitude compression waves in a collision free plasma) und wurde durch Richard Courant und Peter Lax beeinflusst, mit dem er befreundet ist. Es entwickelte sich eine Zusammenarbeit mit Robert Richtmyer, aus der ein Klassiker der modernen Lehrbuchliteratur entstand. Zurück in England startete er seine Karriere bei der United Kingdom Atomic Energy Authority, bevor er Professor für Angewandte Mathematik an der University of Reading wurde. Morton wechselte als Professor an die Oxford University als Leiter des Computing Laboratory und ist Fellow des Balliol College. Er lehrte nach seiner Emeritierung noch mehrere Jahre an der University of Bath.
Morton wurde 1963 Mitglied der Society for Industrial and Applied Mathematics und 1997 zum ersten Präsidenten der britischen Sektion gewählt.
Morton befasst sich mit numerischer Lösung partieller Differentialgleichungen mit Anwendungen insbesondere in der Hydrodynamik.
2010 erhielt er die De-Morgan-Medaille für, so die Laudatio, das Schaffen „origineller eleganter Mathematik im Dienste der Anwendung auf Probleme der realen Welt“.
Zu seinen Doktoranden zählt Thomas Sonar (Professor an der TU Braunschweig).

## Schriften
- mit David Francis Mayers: Numerical solution of partial differential equations. Cambridge University Press, 2. Auflage, 2005.
- Numerical solution of convection-diffusion problems. 1996.
- mit Robert Richtmyer: Difference methods for initial value problems. Interscience 1967, 2. Auflage, 1994.
- Herausgeber mit M. J. Baines: Numerical methods for Fluid Dynamics. 5 Bände 1982 bis 1995 (erster Band Academic Press, danach Oxford University Press).